# Sodna ulica (Maribor)

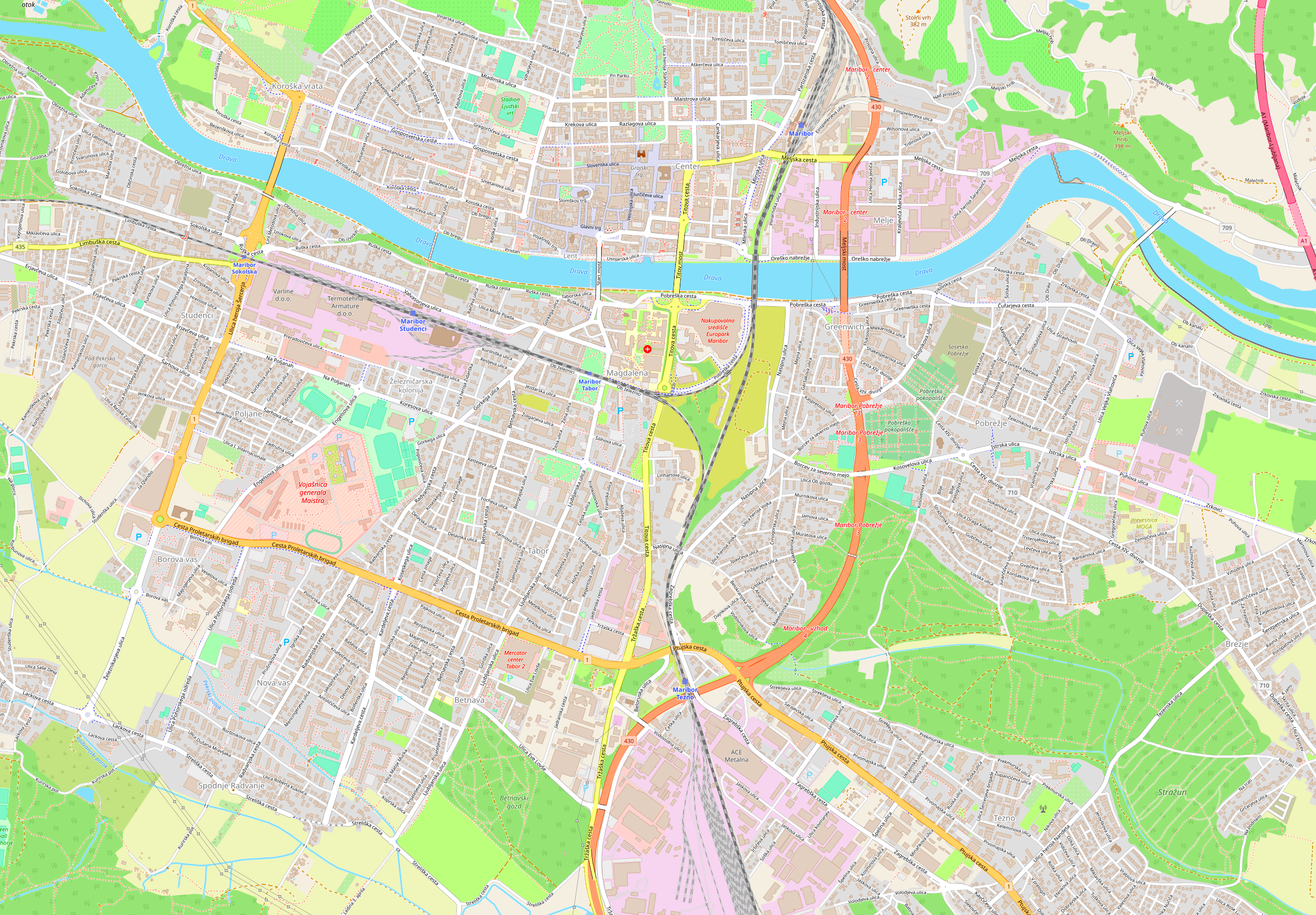

Sodna ulica (deutsch: Gerichts-Gasse) ist der Name einer Straße im Stadtbezirk Center von Maribor, Slowenien. Sie ist benannt nach dem Bezirksgericht Marburg, dass Anfang des 20. Jahrhunderts an dieser Stelle seinen Sitz hatte.

## Geschichte
Im Jahr 1898 erhielt eine neue Straße im Vorort Grač den Namen Mariengasse, nach der Schutzpatronin der naheliegenden Marienbasilika. Ab Jahr 1919 wurde die slowenische Bezeichnung Marijina ulica verwendet. Nach der deutschen Besetzung im April 1941 wurde zunächst wieder Mariengasse als Straßenbezeichnung genutzt. Im selben Jahr erfolgte die Umbenennung in Günther-Prien-Gasse nach dem deutschen U-Boot-Kommandanten Günther Prien (1908 bis 1941). Im Mai 1945 wurde ihr der slowenische Name Marijina ulica zurückgegeben, 1947 wurde sie in Ulica talcev und 1952 in Sodna ulica umbenannt. Im Jahr 1998 wurde der Teil der Abschnitt der Sodna ulica zwischen der Ulica Vita Kraigherja und der Titova cesta geschlossen.
Im Jahr 1898 nahm das Bezirksgericht in Maribor seine Tätigkeit in einem neuen Gebäude an der Ecke der heutigen Straßen Cankarjeva ulica und Razlagova ulica auf. Im Jahr 1902 wurde entlang der Gerichtsgasse ein neues heute noch existierendes Gerichtsgebäude für das Bezirksgericht gebaut.

## Lage
Die Straße beginnt an der Svetozarevska ulica zwischen den Straßen Ob jarku und Ulica kneza Koclja. Sie verläuft nach Osten bis zur Einmündung in die Ulica heroja Šlandra.

## Abzweigende Straßen
Die Sodna ulica berührt folgende Straßen und Orte (von West nach Ost): Ulica Vita Kraigherja, Titova cesta, Ulica talcev und Vošnjakova ulica.

## Gebäude
- Justizpalast Maribor, Sitz des Obergerichts und des Bezirksgerichts Maribor[5][6]